# باربارا باولوس
باربارا باولوس (بالألمانية: Barbara Paulus)‏ مواليد 1 سبتمبر 1970 في فيينا، هي لاعبة كرة مضرب نمساوية سابقة بدأت مسيرتها كمحترفة سنة 1986 وكانت تلعب باليد اليمنى، اعتزلت اللعب في 2001. أعلى تصنيف لها في الفردي كان المركز الـ 10 في سنة 1996. سبق أن شاركت في دورة الألعاب الأولمبية الصيفية.

## روابط خارجية
- باربارا باولوس على موقع رابطة محترفات التنس (الإنجليزية)
- باربارا باولوس على موقع الاتحاد الدولي لكرة المضرب (الإنجليزية)
- باربارا باولوس على موقع كأس بيلي جين كينغ (الإنجليزية)
- باربارا باولوس على موقع خلاصة التنس.كوم (الإنجليزية)
- باربارا باولوس على موقع اللجنة الأولمبية الدولية (الإنجليزية)
- باربارا باولوس على موقع أوليمبيديا (الإنجليزية)